# Gran Khorasan
El Gran Khorasan és el nom convencional donat a la regió del Khorasan. El nom Khorasan apareix al segle vii i els àrabs el donaven a totes les terres a l'est del Djibal iranià. La seva extensió no estava definida i podia arribar, de fet, fins a l'Indus i el Sind. Moisès de Khorèn, historiador armeni, situa Khorasan entre Gurgan i Kumis a l'oest, i Badakhxan i Tukharistan a l'Oxus i Bamiyan a l'Hindu Kush a l'est.

## Història de la regió
Durant el període sassànida, aquesta regió del nord-est de l'Iran formava una de les quatre grans satrapies provincials governades per un ispahbadh amb seu a Merv. Els districtes que formaven la satrapia eren: Nixapur, Herat, Merv, Merv al-Rudh, Faryab, Talakan, Balkh, Bukharà, Badghis, Abiward, Gardjistan, Tus, Sarakhs i Gurgan. Segurament, altres dinasties més enllà foren en algun moment vassalles dels sassànides. Amb el temps, només una part del Khurasan va restar sota el seu poder i, al final de l'imperi, el territori s'havia dividit entre sassànides i heftalites. Els governadors locals i les dinasties tributàries van esdevenir independents de fet quan l'Imperi Sassànida es va enfonsar davant els àrabs. A l'est del Khorasan, hi havia la confederació heftalita, enemiga dels perses, centrada a Badghis i Tukharistan. Al-Baladuri diu que Badghis, Herat i Pushang estaven sota el govern d'un potentat local anomenat lAzim ('el poderós'), que era ben segur un heftalita. Els àrabs van heretar la rivalitat amb els hefatlites. Des del 644, alguns generals van estar al Khorasan, que fou una dependència del govern de Bàssora fins a l'inici del segle viii. Des de 819 fou una província del califat nominalment fins a la pèrdua del territori pels samànides davant els gaznèvides, el 999.
Des del 999, Khorasan va estar més de 40 anys sota domini gaznèvida. Entre 1037 i 1040, arribaren emigrants turcs oghuz que es van establir a la regió; la família dirigent, els seljúcides, van derrotar els gaznèvides en la decisiva Batalla de Dandankan (1040) i van annexionar Khorasan als seus dominis. Els gaznèvides el van voler recuperar, però després de 10 o 15 anys finalment van donar la província per perduda. Nixapur fou la primera capital seljúcida, però el fundador de l'imperi, Toghril Beg I, no va tardar a traslladar-la a Rayy i tot seguit a Esfahan. El govern del Khorasan fou cedit al seu germà Čaghri Beg Dawud, però el fill d'aquest, Alp Arslan, va heretar el seu oncle i en fou llavors gran soldà. A la mort de Malik Shah I, fill d'Alp Arslan (1092), va seguir algun temps d'inestabilitat amb Barkyaruq (1093–1104) i Muhàmmad I Tapar (1105–1118), però es va tornar a la seguretat sota Mu'izz ad-Din Ahmed Sandjar (1118–1157), que va ser primer governador i després gran soldà i cap de família. Les quatre viles de la província disposaven de madrasses durant tot el període seljúcida (Herat, Merv, Nixapur i Balkh). Un element inestable foren els turcmans establerts a la part nord de la província. La seva revolta al final del regnat de Sandjar va portar a la seva captura i deposició temporal el 1153.
Posteriorment, el Khorasan va estar en mans dels oghuz, de generals seljúcides, dels gúrides, dels xas de Coràsmia, dels mongols (des del 1220-1221), dels Il-kans, per dinasties locals com els sabardars fins al 1381 i la dinastia Kart d'Herat fins al 1389, pels timúrides (1381 i 1389), per la branca timúrida d'Herat, pels uzbeks de Muhàmmad Xaibani (1507-1510), pels safàvides que els van vèncer en la batalla de Merv, fins al 1516
), pels uzbeks un altre cop en lluita amb els safàvides (1589-1715), pels afganesos, per Pèrsia sota Nàdir-Xah Afxar.
Quan Nàdir-Xah Afxar va morir el 1747, el govern afxàrida al Khorasan es va ensorrar, i Àhmad Xah Durrani va prendre el poder creant l'Imperi Durrani pashtun que s'estendrà des de la meitat oriental de l'Iran fins al nord de l'Índia deixant un buit a l'altra meitat occidental de l'Iran actual on va esclatar la guerra entre Karim Khan Zand des d'Esfahan i Muhammad Hasan Khan des d'Astarabad per la sobirania sobre la part occidental de l'antic imperi de Nàdir-Xah. El territori fou governat des de llavors pels durrani afganesos en part i els afshàrides, pels qajars, en part pels russos (Merv o nord del Khorasan des del 1884) i per la dinastia pahlevi fins a la proclamació de la república islàmica (Khorasan occidental) i pels reis de l'Afganistan i després la república (Khorasan oriental).